# Héliodore Côté
Pour les articles homonymes, voir Côté (homonymie).
Héliodore Côté, né le 19 octobre 1934 à Saint-Quentin et mort le 6 février 2022 à Saint-Léonard, est un homme d'affaires et homme politique néo-brunswickois (canadien).

## Biographie
Héliodore Côté est né le 19 octobre 1934 à Saint-Quentin, au Nouveau-Brunswick. Son père est André Côté et sa mère est Mathilda Thériault. Il épouse Patricia Gagnon le 27 décembre 1956 et le couple a quatre enfants.
Il est conseiller municipal à Grand-Sault de 1976 à 1978. Il est député de Madawaska-Sud à l'Assemblée législative du Nouveau-Brunswick de 1978 à 1982 en tant que libéral. Il est aussi conseiller municipal du comté.
Il est président de la Chambre de commerce de Grand-Sault de 1965 à 1966 puis gouverneur et président du Club Richelieu de 1977 à 1978.
Le 17 octobre 2001, il est décoré de l'Ordre du Canada.
Héliodore Côté meurt le 6 février 2022 au foyer Notre-Dame de Saint-Léonard à l'âge de 87 ans.

## Distinctions
- 2000 : membre de l'Ordre du Canada
- 2019 : membre de l'Ordre du Nouveau-Brunswick